# سیندخت (رمان)
رمان سیندخت نوشته علی محمد افغانی است.
این رمان، تصویری از جامعه‌ای رو به مدرن شدن، زندگی طبقات مختلف اجتماعی و از همه پررنگ‌تر، جایگاه اجتماعی زنان را با حوصله، دقت و جزئیات فراوان، ارائه می‌کند.
کتاب سیندخت، رمانی به سبک نگارش قرن نوزدهم اروپاست، نوعی رئالیسم اجتماعی ایرانی. زنانی از هر دست، از ظالم‌ترین و مظلوم‌ترین، همه اسیر یک دنیای مردانه و قوانین ساخته‌ی مردان هستند. اتفاقا جهان «بالزاک» هم همین است؛ زنان؛ خوب یا بد، همه اسیرند، اسیر مردانی نامرتبط و دنیایی مردانه.
این داستان اجتماعی در شهر اهواز روایت می‌شود. مهندس بهمن فرزاد، که مدیر عامل کارخانه‌ی روغن موتور اهواز است، به سیندخت، دختری که در کارخانه مشغول کار شده علاقمند می‌شود. سیندخت با نوشتن نامه‌ای به بهمن که در آن سختی‌ها و ناملایمات زندگی‌اش را شرح داده سعی می‌کند او را از ازدواج با خودش منصرف کند.
کتاب سیندخت  از سال  ۱۳۶۴ براى انتشار در اختیار مؤسسه انتشارات نگاه بوده است، این کتاب پیش از آن توسط انتشارات امیرکبیر به همت عبدالرحیم جعفرى منتشر مى‌شد.
در بخشی از کتاب سیندخت می‌خوانیم:
این دو موجود بیچاره و ترسان خواهر و برادر ناتنى من‌اند که مادرشان رفته است و اکنون من براى آن‌ها به منزله مادر و شاید در یک تعبیر همچنین پدر هستم. شما وضع سرخورده و حرمان‌زده آن‌ها را که جوجه‌هایى بودند که سایه باز را روى سر دیده باشند مشاهده کردید. کوشیدید با آن‌ها دوست بشوید ولى موفق نشدید. گفتید که شما به حکم یک خوى طبیعى ذاتاً بچه دوست هستید و به راحتى مى‌توانید با آن‌ها گرم بگیرید و دوست بشوید. شرح دادید، در آلمان در پانسیونى بودید که زنان بى‌شوهر در آن فراوان بودند. این زنان کودکانى داشتند بى‌پدر که روزها و چه بس شب‌ها آن‌ها را در باغ پانسیون رها مى‌کردند و پى کار یا تفریح خود مى‌رفتند. تو با همه آن‌ها طرح دوستى ریخته بودى.